# Liste der Nummer-eins-Hits in Kanada (2001)
Diese Liste enthält alle Nummer-eins-Hits in Kanada im Jahr 2001. Es gab in diesem Jahr 18 Nummer-eins-Singles.
| Singles | Alben |
| --- | ----- |
| - O-Town – Liquid Dreams - 3 Wochen (23. Dezember 2000 – 12. Januar 2001) - Daft Punk – One More Time - 2 Wochen (13. Januar – 26. Januar, insgesamt 4 Wochen) - Jennifer Lopez – Love Don’t Cost a Thing - 1 Woche (27. Januar – 2. Februar) - Daft Punk – One More Time - 1 Woche (3. Februar – 9. Februar, insgesamt 4 Wochen) - Madonna – Don’t Tell Me - 1 Woche (10. Februar – 16. Februar) - Darude – Sandstorm - 1 Woche (17. Februar – 23. Februar) - Daft Punk – One More Time - 1 Woche (24. Februar – 2. März, insgesamt 4 Wochen) - U2 – Walk On - 6 Wochen (3. März – 13. April) - Janet Jackson – All for You - 2 Wochen (14. April – 27. April) - Eden’s Crush – Get Over Yourself - 2 Wochen (28. April – 11. Mai) - Sugar Jones – Days Like That - 6 Wochen (12. Mai – 22. Juni) - *NSYNC – Pop - 4 Wochen (23. Juni – 20. Juli) - U2 – Elevation - 5 Wochen (21. Juli – 24. August) - Faith Hill – There You’ll Be - 1 Woche (25. August – 31. August, insgesamt 3 Wochen) - Radiohead – Knives Out - 4 Wochen (1. September – 28. September) - Faith Hill – There You'll Be - 1 Woche (29. September – 5. Oktober, insgesamt 3 Wochen) - Serial Joe – Completely - 2 Wochen (12. Oktober – 19. Oktober, insgesamt 3 Wochen) - Faith Hill – There You'll Be - 1 Woche (20. Oktober – 26. Oktober, insgesamt 3 Wochen) - Serial Joe – Completely - 1 Woche (27. Oktober – 2. November, insgesamt 3 Wochen) - Enrique Iglesias – Hero - 1 Woche (3. November – 9. November) - U2 – Stuck in a Moment You Can't Get Out Of - 2 Wochen (10. November – 23. November) - Blink-182 – I Won't Be Home For Christmas - 3 Wochen (24. November – 14. Dezember, insgesamt 5 Wochen) - Enya – Only Time - 2 Wochen (15. Dezember – 28. Dezember, insgesamt 3 Wochen; → 2002) - Blink-182 – I Won't Be Home For Christmas - 2 Wochen (29. Dezember 2001 – 11. Januar 2002, insgesamt 5 Wochen) |       |